# Wikipedia tiếng Mã Lai
Wikipedia tiếng Mã Lai là phiên bản tiếng Mã Lai của bách khoa toàn thư Wikipedia. Nó được thành lập vào ngày 26 tháng 10, năm 2002.
Nó đã vượt qua mốc 30.000 bài viết vào tháng 8 năm 2008.